# Nymphomania
Nymphomania – singel francuskiej piosenkarki Amandy Lear, wydany w 1981 roku.

## Ogólne informacje
Piosenka jest utrzymana w stylu pop-rockowym. Została nagrana także w wersji angielsko-hiszpańskiej pod tytułem „Ninfomanía” i umieszczona na latynoamerykańskiej edycji płyty Incognito.
Singel ten został wydany tylko w krajach skandynawskich. Okładka przedstawia piosenkarkę pozującą topless z wiankiem czerwonych kwiatów na głowie. Na stronie B singla umieszczono piosenkę „If I Was a Boy”.

## Lista ścieżek
- 7" single[1][2]

1. „Nymphomania” – 3:27
2. „If I Was a Boy” – 4:10